# Polygala limae
Polygala limae är en jungfrulinsväxtart som beskrevs av Arthur Wallis Exell. Polygala limae ingår i släktet jungfrulinssläktet, och familjen jungfrulinsväxter. Inga underarter finns listade i Catalogue of Life.